# Haetosmia brachyura
Haetosmia brachyura är en biart som först beskrevs av Morawitz 1875.  Haetosmia brachyura ingår i släktet Haetosmia och familjen buksamlarbin.

## Underarter
Arten delas in i följande underarter:
- H. b. altera
- H. b. brachyura